# Різдвяне поліно (торт)

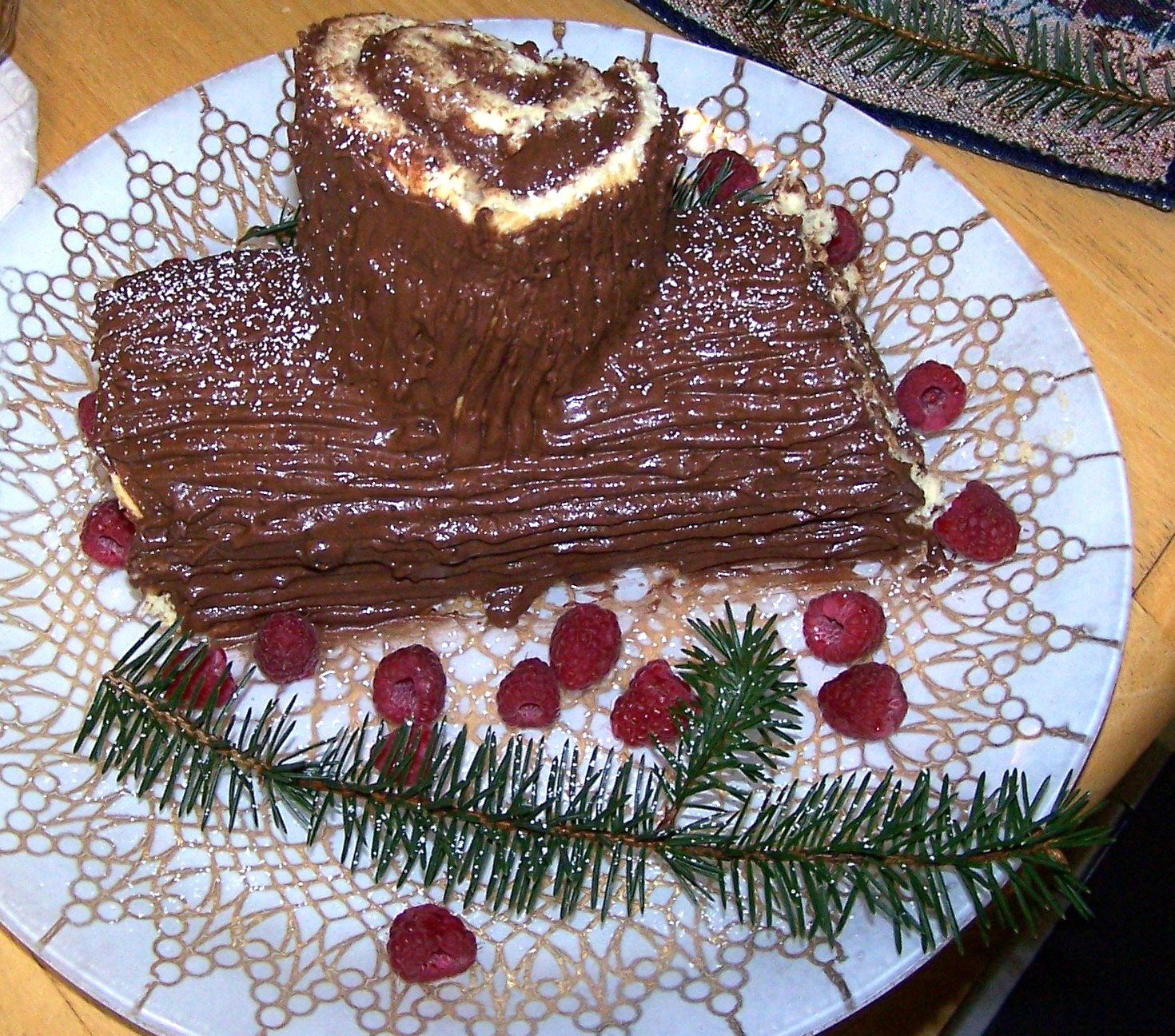
Традиційний Бюш-де-Ноель.

Бюш-де-Ноель, або Різдвяне поліно (фр. Bûche de Noël) — традиційний французький десерт, який готують наприкінці року у Франції, Бельгії, Квебеку, Лівані, В'єтнамі та інших франкомовних країнах і колишніх французьких колоніях. Як видно з назви, тістечко готують та подають так, наче це поліно, готове до спалювання на старовинному фестивалі вогню під час зимового сонцестояння.
Традиційний бюш готують із генуезького чи іншого бісквітного тіста, яке випікають у великій неглибокій пательні, змащують кремом, потім скручують у формі циліндра і знову змащують ззовні. Найпоширеніше поєднання — жовтий бісквітний корж, змащений і наповнений шоколадним кремом. Хоча є також багато різновидів традиційного рецепту, можна використати шоколадні коржі, ганаш та еспресо або інші смачні креми та наповнювачі. Бюш часто подають так, щоб він нагадував зрубані гілки дерева, а зовнішний крем — кору дерева. Такого ефекту можна досягти, провівши кілька разів виделкою по крему. Десерт оформляють цукровою пудрою, що символізує сніг, гілочками, свіжими ягодами та грибами, зробленими з крему безе.